# Tragikomedija
Trágikomédija (grško tragōdía < trágos - kozel + ōdé, aoidē - pesem, petje + kōmōdía < kômos - slavje, bučni obhod + ōdé) je dramsko delo, za katerega je značilna sinteza tragičnega in komičnega. Ta sinteza poteka v obliki humorne tragike. Tragični sklep je večinoma izvzet.